# نشانگان آگلوتینین سرد
نشانگان آگلوتینین سرد نوعی کم‌خونی همولیتیک خودایمن (اتو ایمیون) است. و مانند هر کمخونی همولیتیک خودایمن دیگری به انواع اولیه و ثانویه تقسیم می‌شود. در این نشانگان نیز مانند بقیه کمخونی‌های همولیتیک اتو ایمن پادتن‌هایی در بدن ایجاد می‌شوند که به غشا گویچه‌های سرخ متصل می‌شوند و باعث تخریب گویچه‌های سرخ می‌شوند. در نشانگان آگلوتینین سرد به طور خاص این پادتن‌ها در دمای پایین تری واکنش نشان می‌دهند و به پروتئین‌های غشا گویچه‌های سرخ متصل می‌شوند.

## نوع اولیه
نوع اولیه نشانگان آگلوتینین سرد در نوع اولیه پادتن‌ها به صورت تک‌دودمانی (مونو کلونال-monoclonal) هستند و علت خاصی برای بروز بیماری شناخته نشده است. این فرم از بیماری معمولاً مزمن است و بعد از دهه پنج زندگی بروز می‌کند.

## نوع ثانویه
نوع ثانویه نشانگان آگلوتینین سرد می‌تواند ثانویه به بیماریهای مختلفی بروز کند. در انواع تک دودمانی معمولاً بیماری مزمن است و در بزرگسالانی مبتلا به بیماریهای زیر دیده می‌شود:
نئوپلاسم سلول‌های B - ماکروگلوبلولینمی والدنشتروم - لنفوم - لوسمی لنفویید مزمن - میلوم

## تغییر رفتاری
افزون بر مراقبتهای پزشکی به دلیل فعال شدن این نوع کمخونی در هوای سرد، نکات زیر توصیه می شود:
- دوری کردن از هوای سرد با پوشیدن لباس گرم
- پوشیدن دست کش هنگام کار با یخچال فریزر
- گرم کردن خودرو در هوای سرد پیش از سوار شدن